# Dolína
Dolína (en ucraniano: Доли́на, en polaco: Dolina, en yidis: דאלינע‎) es una ciudad ubicada en el raión de Kalush del óblast de Ivano-Frankivsk en el suroeste de Ucrania. Alberga la administración del municipio de Dolína, una de los municipios de Ucrania. En 2021 su población estimada era de 20,641 habitantes.

## Historia
La historia de la ciudad llega hasta el siglo X, siendo una de las más antiguas de la región. En el siglo XIV, Dolína se hizo famosa por su mina de sal. En 1349 la ciudad pasó a estar bajo el dominio del Reino de Polonia, donde permaneció hasta 1772 (ver Particiones de Polonia). En 1525, Dolína o Dolina, como se le llama en polaco, recibió derechos de ciudad bajo la ley de Magdeburgo y el derecho a comerciar sal similar al de Kolomyia. En 1740 en la ciudad hubo un motín de opryshky (rebeldes ucranianos).
En 1772 la ciudad cayó en manos de los austriacos y en 1791 perdió su estatus. Durante la segunda mitad del siglo XIX, atravesó la ciudad una línea de ferrocarril que unía Stry con Stanislaviv. A finales del siglo XIX, grandes incendios destruyeron por completo la ciudad. La primera década del nuevo siglo estuvo dedicada al renacimiento de la villa. Después del colapso del Imperio austrohúngaro, los renacidos estados polaco y ucraniano lucharon por el control de Dolína en una guerra fratricida ganada por los polacos (ver Guerra polaco-ucraniana). En la Segunda República polaca, la ciudad, con una población de casi 10,000 habitantes, pertenecía al voivodato de Stanisławów y era la capital del condado de Dolína. Los pueblos vecinos estaban habitados por colonos alemanes, que llegaron allí en tiempos de José II.
Durante la Segunda Guerra Mundial, la ciudad fue ocupada por la URSS (septiembre de 1939 - junio de 1941), Hungría (julio de 1941) y Alemania (agosto de 1941-1944). Durante la ocupación alemana, la población judía de la región fue asesinada dejando solo unos pocos sobrevivientes. La mayoría fueron asesinados en Dolína, incluso el 3 de agosto de 1942, cuando la policía alemana y sus auxiliares de la policía ucraniana llevaron a 3500 judíos a la plaza del mercado. Dispararon a numerosos niños, enviaron a algunos de los sanos a campos de trabajo y llevaron a los 2500 restantes al cementerio judío donde fueron fusilados. Después de que los alemanes retiraran los objetos de valor de los cuerpos, ordenaron a los lugareños que enterraran los cuerpos en una fosa común. Algunos judíos se habían escondido y huido a los bosques para unirse a grupos partisanos judíos. Sin embargo, la policía ucraniana y los alemanes persiguieron a los que se escondían y también los asesinaron.
Después de la guerra, Dolína pasó a formar parte de la RSS de Ucrania. En la década de 1950, se descubrieron depósitos de petróleo en la región que en 1958 producían el 65% del petróleo extraído en la RSS de Ucrania. En la década de 1960, el campo petrolífero de Dolynske fue el campo petrolero que produjo la mayor cantidad de petróleo de toda la URSS.
Desde 1991, Dolína ha estado en la Ucrania independiente. Su yacimiento petrolífero es uno de los más potentes del óblast de Ivano-Frankivsk.
Hasta el 18 de julio de 2020, Dolína fue el centro administrativo de raión de Dolína. El raión se abolió en julio de 2020 como parte de la reforma administrativa de Ucrania, que redujo el número de raiones del óblast de Ivano-Frankivsk a seis. El área del raión de Dolína se fusionó con Raión de Kalush.

## Residentes notables
El más destacado entre las personas provenientes de la ciudad fue Miroslav Iván Lubachivsky, arzobispo mayor de Leópolis y jefe de la Iglesia ucraniana. Entre otros habitantes notables de Dolína, se encuentra Rudolf Regner, un héroe de la resistencia polaca de la Segunda Guerra Mundial.
Otras personalidades famosas asociadas con Dolína son:
- Stanisław Jaworski, actor de cine y teatro polaco
- Antoni Kępiński, psiquiatra y filósofo polaco
- Iván Levynskyi, arquitecto ucraniano
- Władysław Ogrodziński, escritor y periodista polaco

## Galería

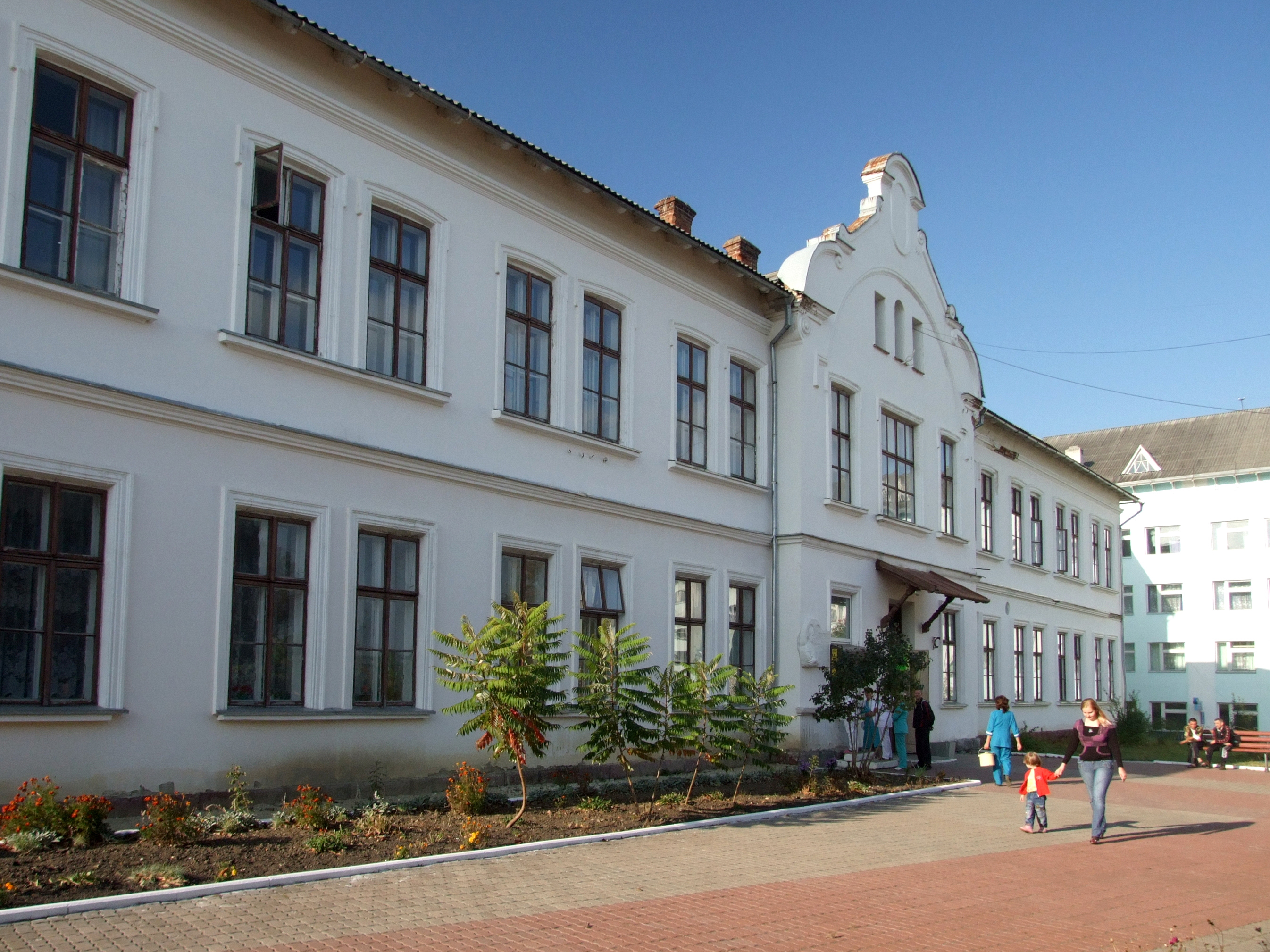
Hospital Dolína
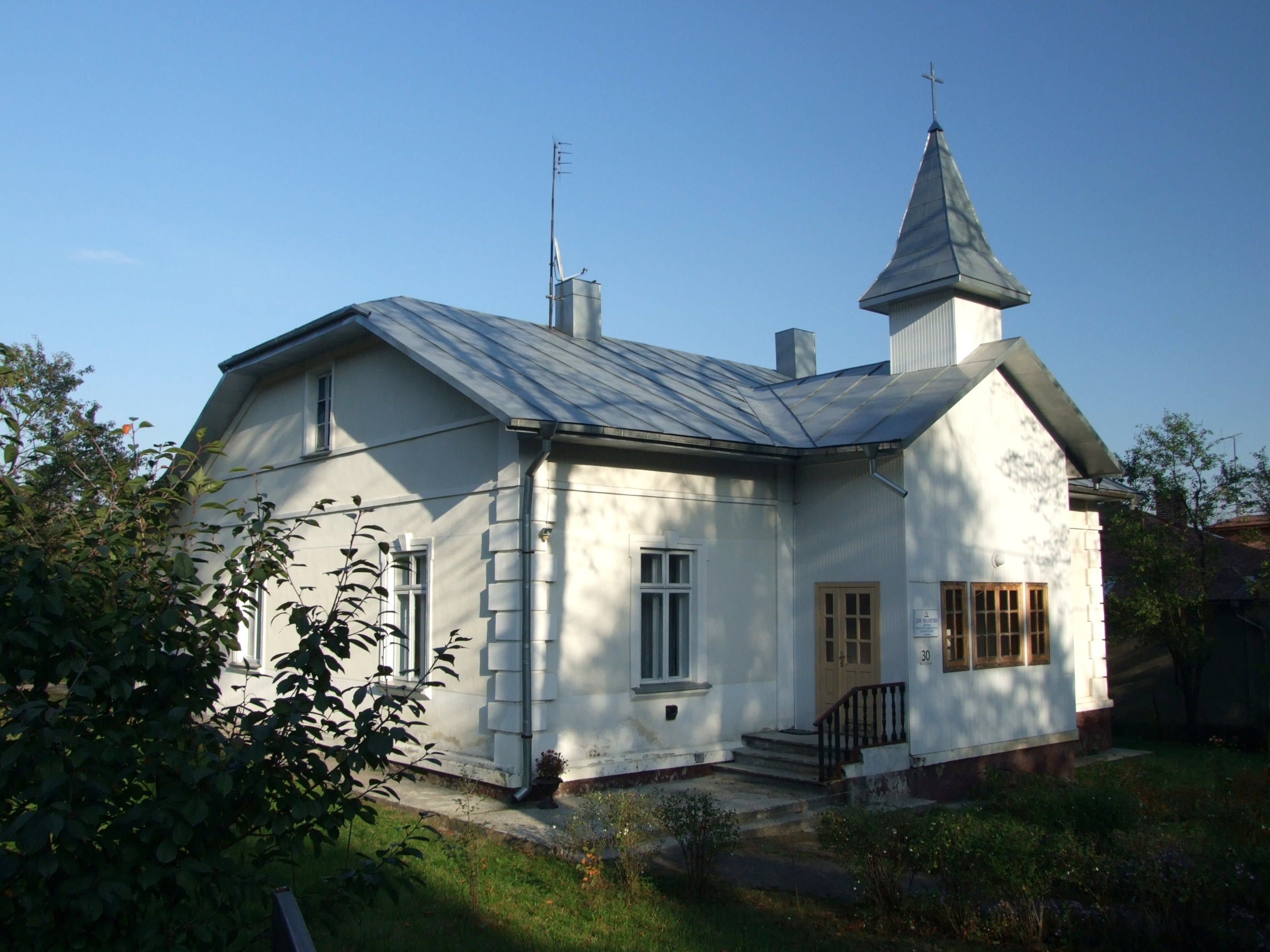
Iglesia de principios del siglo XX
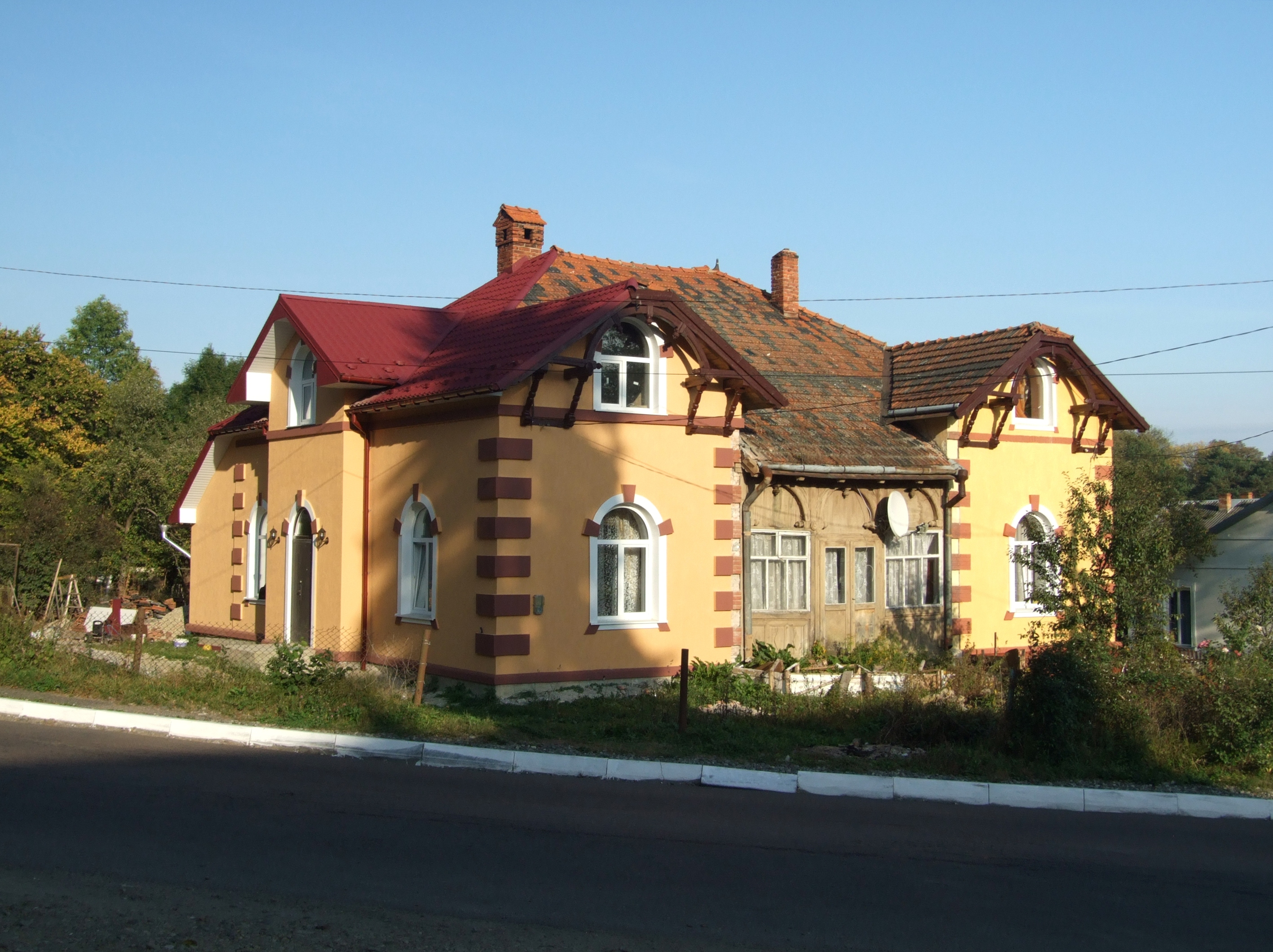
Edificio histórico en Dolína
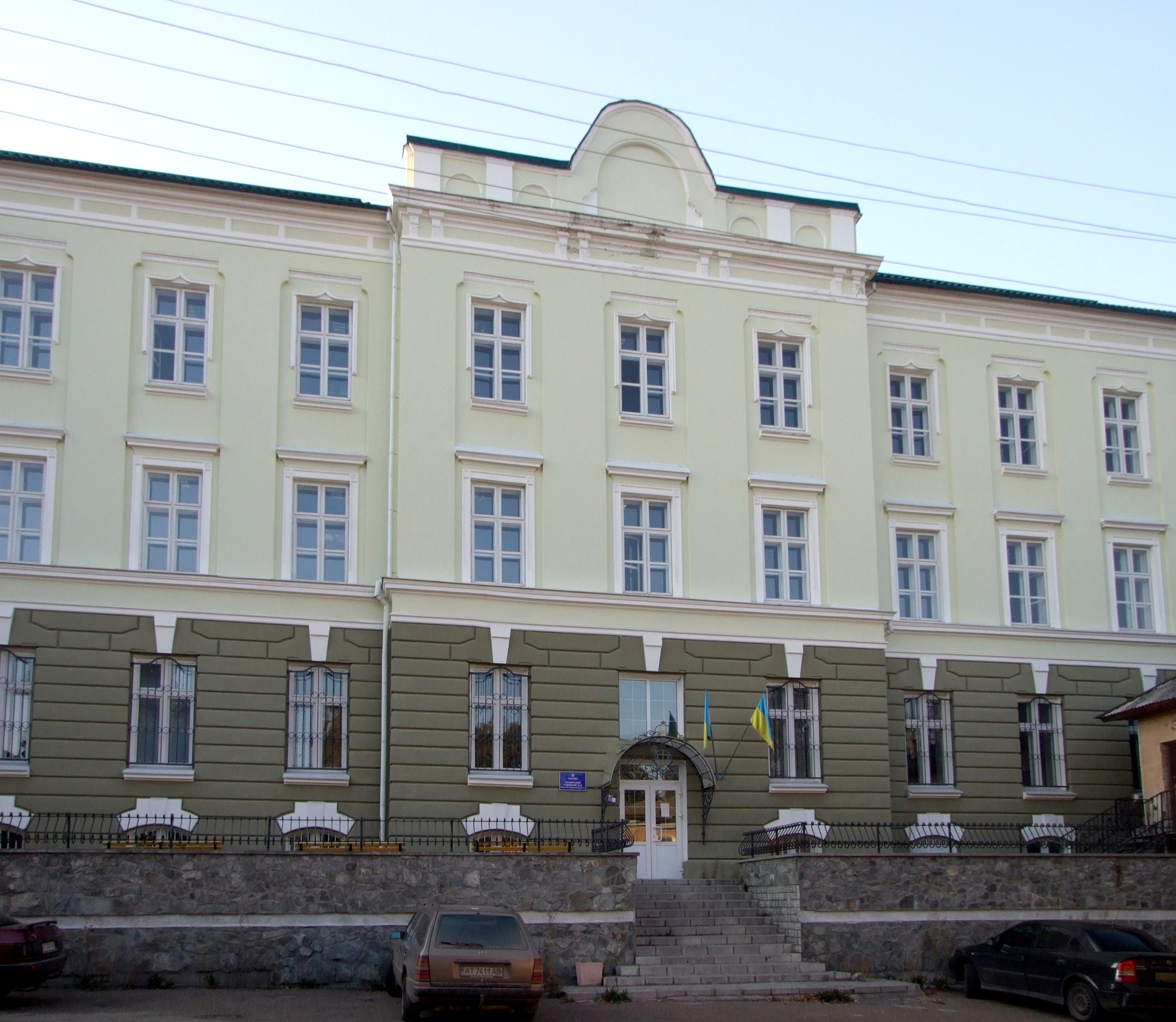
Tribunal de Distrito
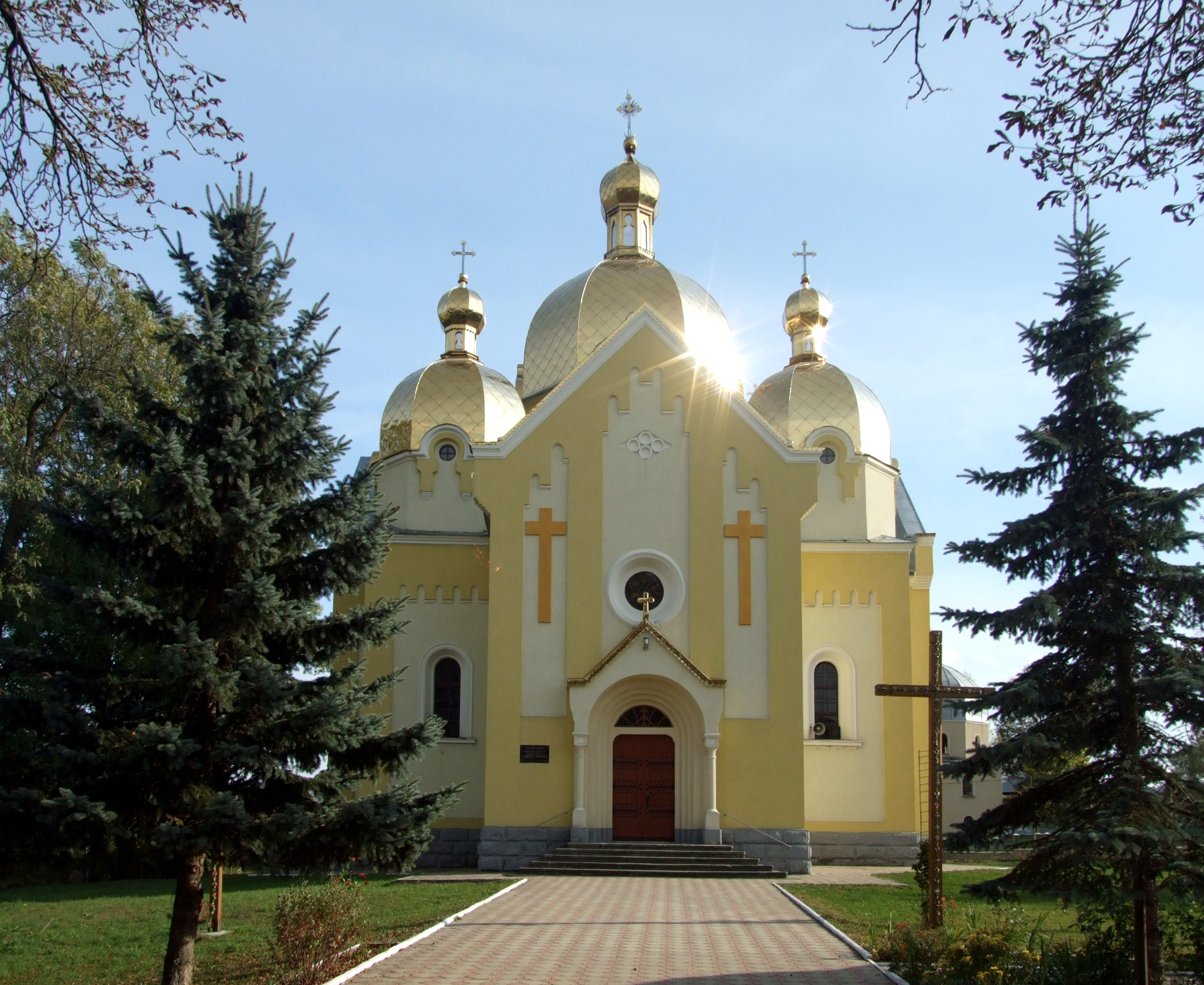
Iglesia católica griega
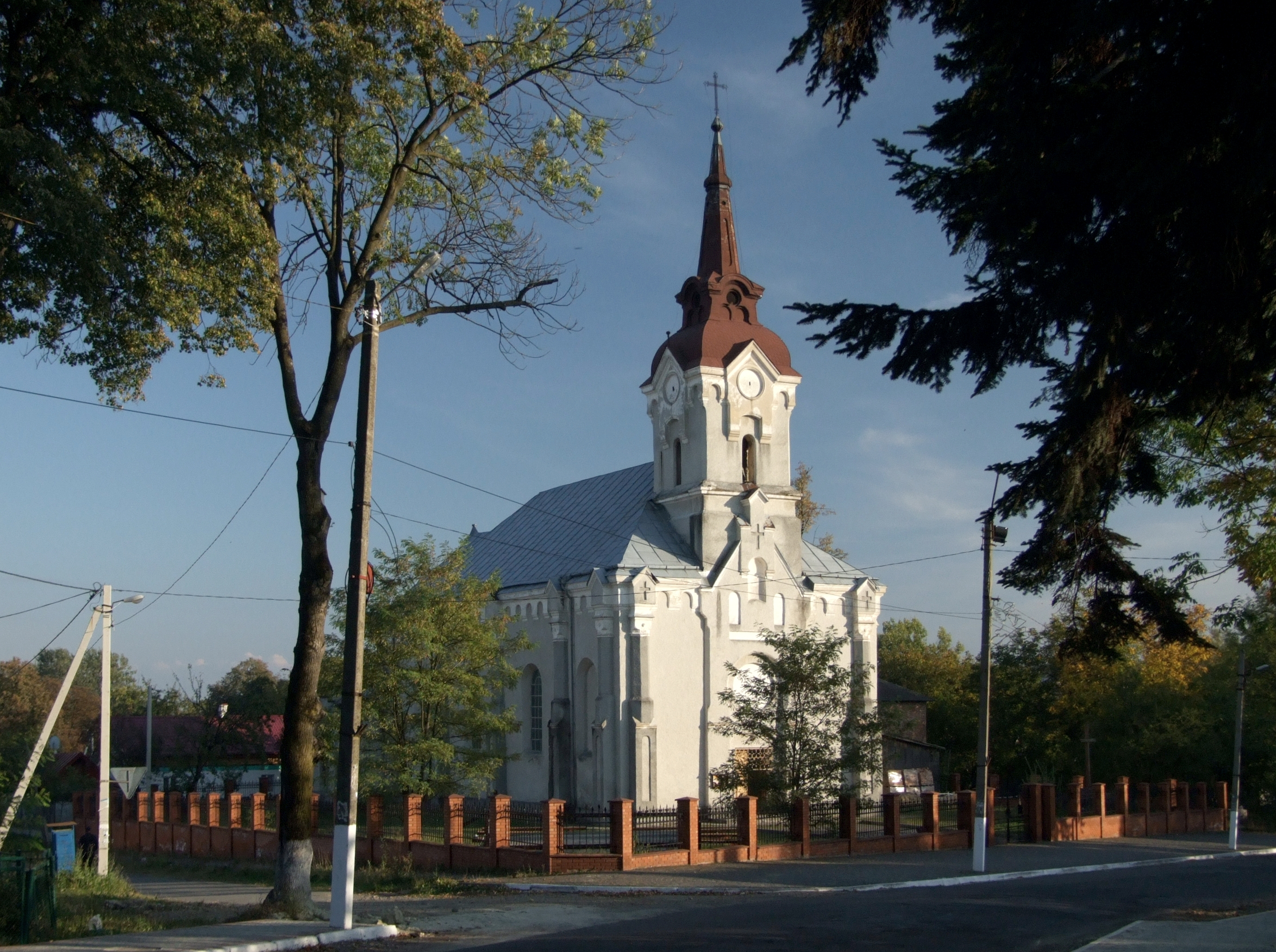
Iglesia católica de rito romano
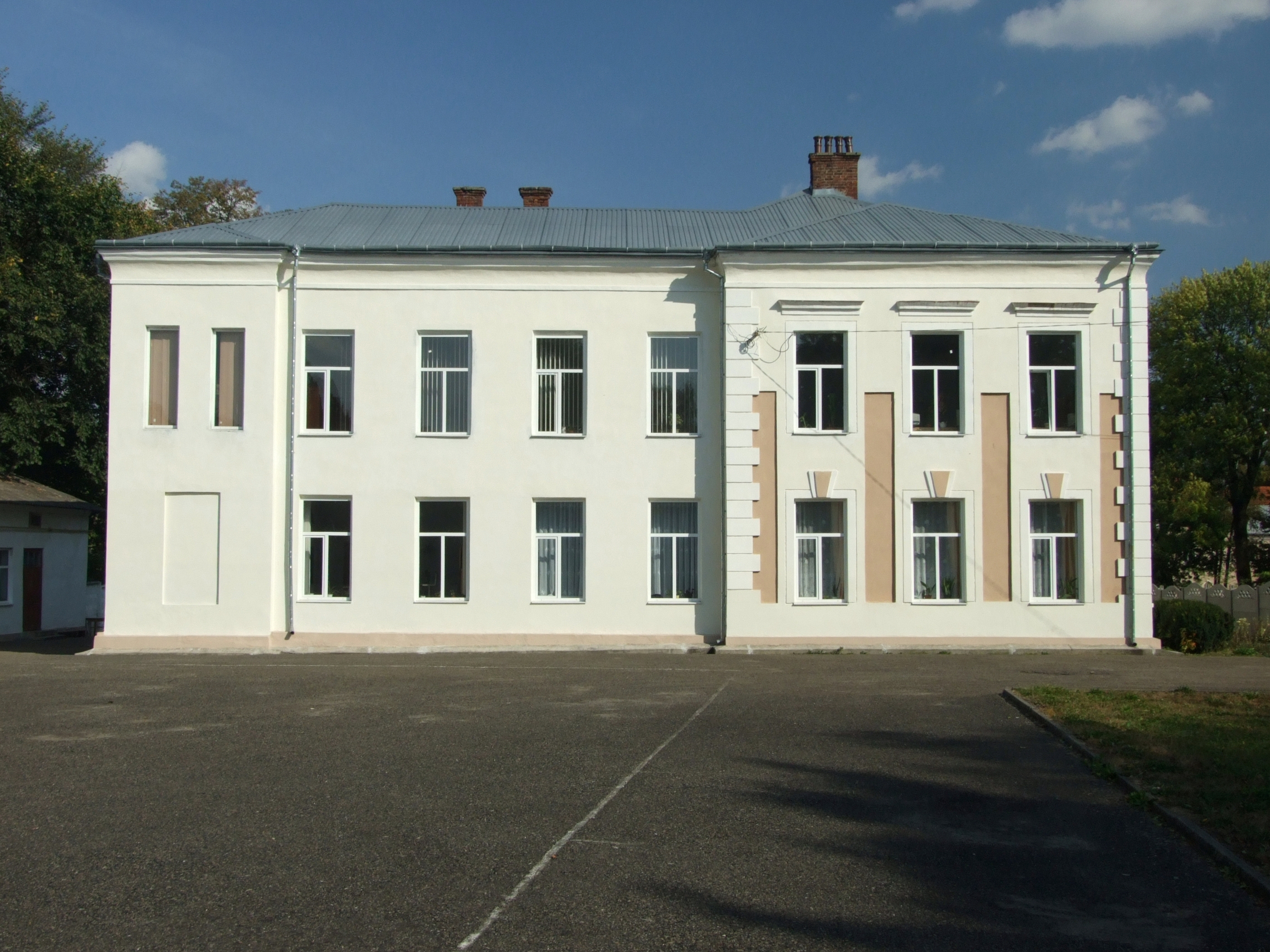
Gimnasio
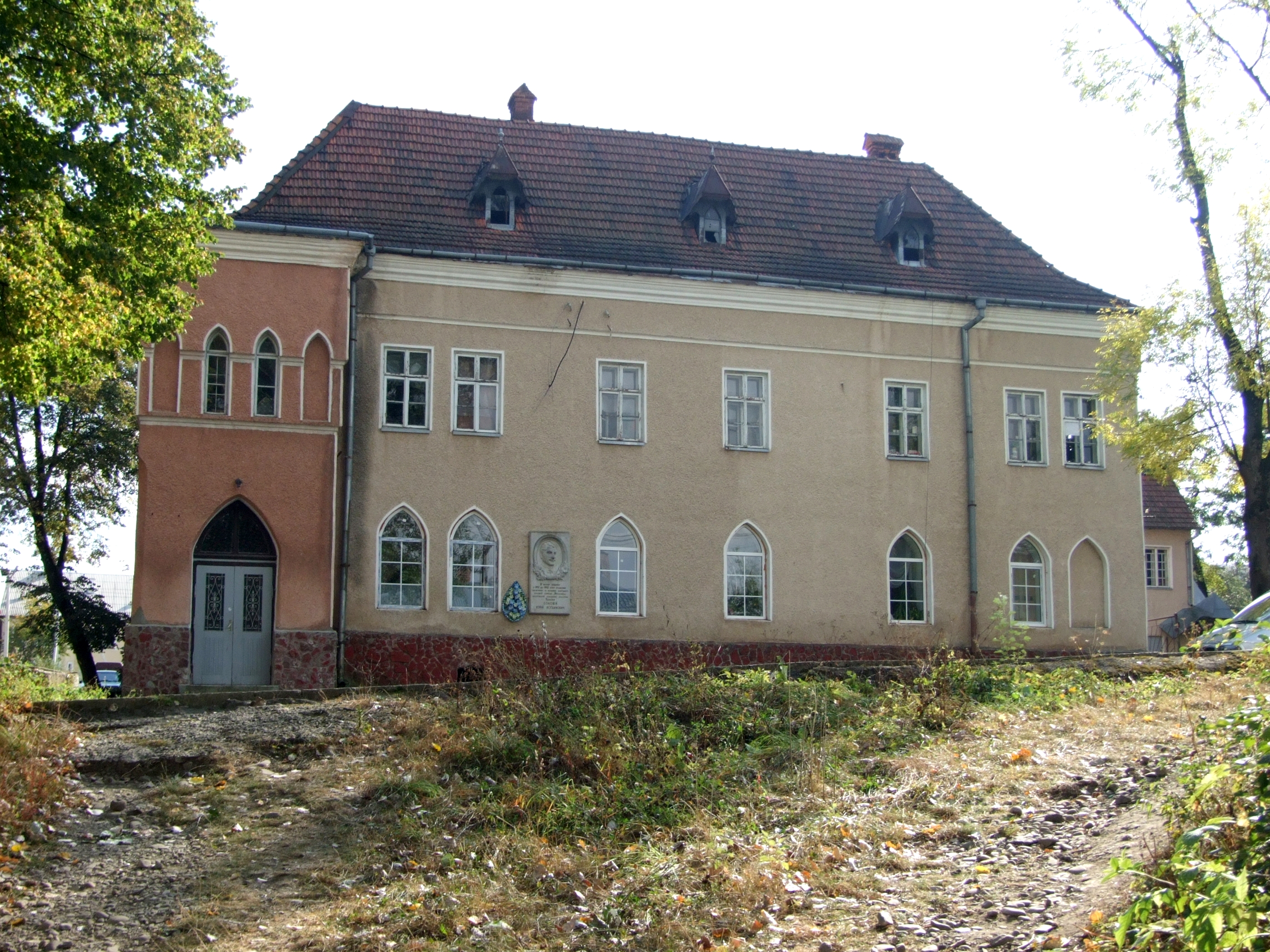
Edificio de becas "Sokil"
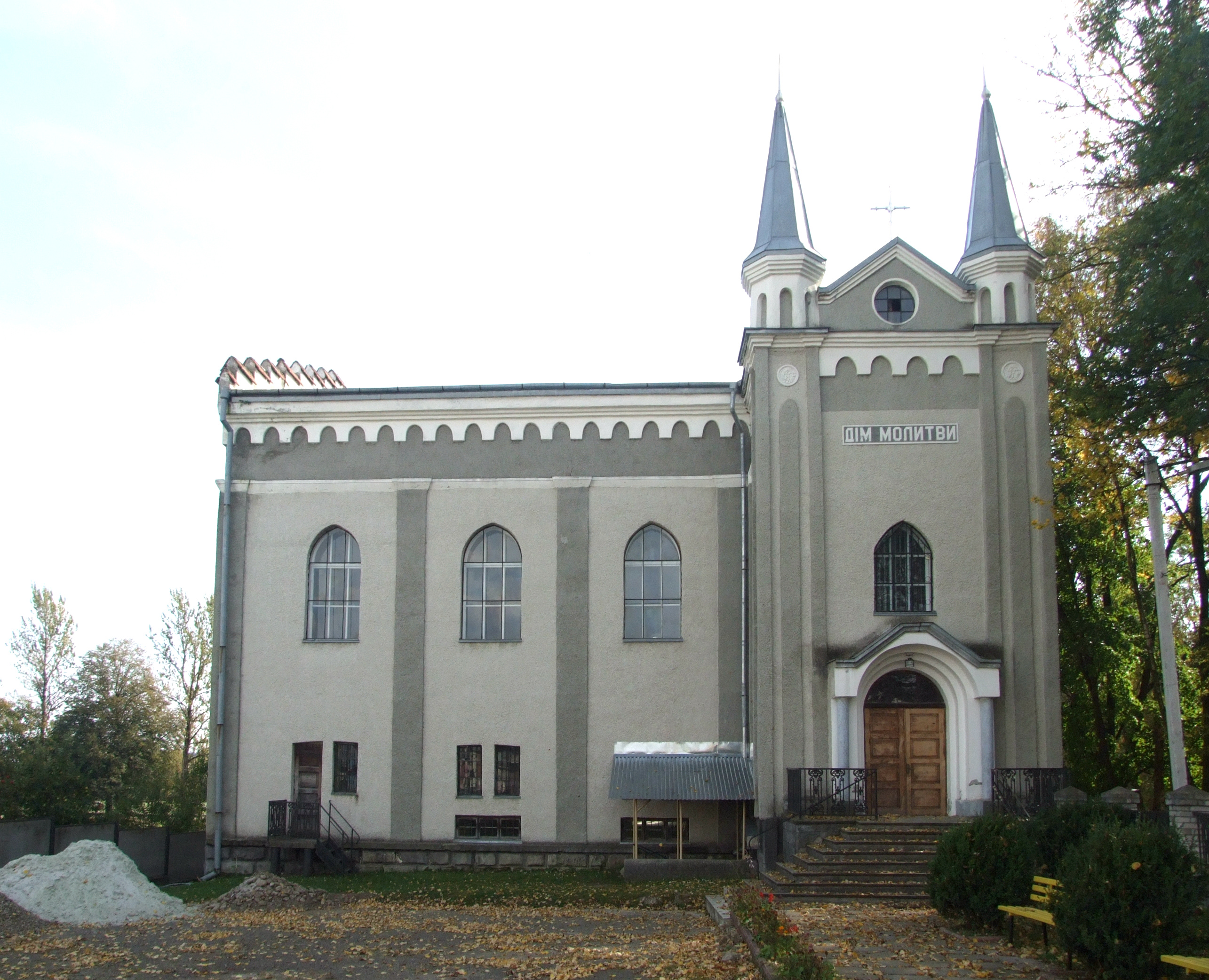
Antigua sinagoga

## Ciudades hermanas
- Prairie Village, Estados Unidos